# Cécile Fontaine
Pour les articles homonymes, voir Fontaine.
Cécile Fontaine, née en 1957 est une artiste française de cinéma expérimental contemporain.

## Biographie
Née en 1957, elle passe son enfance à la Réunion. De 1975 à 1979, elle fait des études d'art en métropole. De 1980 à 1986, elle poursuit ses études à Boston, au Massachusetts College of Art and Design, en cours du soir. En 1982, elle fait son premier film. Elle est élève à l'école du Musée des Beaux Arts de Boston, en section cinéma. Elle revient en France en 1986. 
Sa technique est fondée sur la pratique du Found footage. Elle réemploie des pellicules. Elle décolle les trois couches successives de la pellicule obtenant trois versions de la même image. Elle altère et dégrade la pellicule.
Pour Cruises, réalisé en 1989, elle utilise des films publicitaires pour des croisières et des compagnies de bateaux, des films de fiction des années 1920 se déroulant sur des bateaux et le journal filmé en 1941 d'un soldat allemand. Le montage est un pamphlet politique en liant des images de nazis, repas de famille, ouvrière, touristes souriants.
Cécile Fontaine a à son actif plus de cinquante films.

## Films
- Stories, 7 min, 16mm, 1989
- Cruises, 7 min, 1989
- Histoires parallèles, 11 min, 16mm,1990
- Sunday, 16mm, 9 min, 1993
- Silver Rush, 8 min, 1998

## Rétrospective
- rétrospective Cécile Fontaine, Centre Georges Pompidou, cinéma du Musée, 1994

## Publications
- L'émulsion fantastique : le cinéma selon Cécile Fontaine – Entretiens avec Yann Beauvais, Paris, Les Presses du Réél, 2021, 204 p. (ISBN 978-2-490750-08-5)